# Autobahnkreuz Hannover/Kirchhorst
Das Autobahnkreuz Hannover/Kirchhorst (Abkürzung: AK Hannover/Kirchhorst; Kurzform: Kreuz Hannover/Kirchhorst) ist ein Autobahnkreuz in Niedersachsen in der Region Hannover. Es verbindet die Bundesautobahn 7 (Flensburg – Hannover – Kassel – Füssen; E 45) mit der Bundesautobahn 37 (Messeschnellweg).

## Geografie
Das Autobahnkreuz liegt auf dem Gebiet der Gemeinde Isernhagen südlich des Ortsteils Kirchhorst. Nordwestlich des Kreuzes befindet sich der Isernhagener Ortsteil Altwarmbüchen. Nächstgelegen auf hannoverschem Gebiet befindet sich die Deponie Hannover mit dem sogenannten Monte Müllo, der höchsten Erhebung im Stadtgebiet. Es befindet sich etwa 15 km nordöstlich der hannoverschen Innenstadt, etwa 125 km südlich von Hamburg und etwa 50 km nordwestlich von Braunschweig.
Das Autobahnkreuz Hannover/Kirchhorst trägt auf der A 7 die Anschlussstellennummer 56, auf der A 37 die Nummer 3.

## Bauform und Ausbauzustand
Die A 7 ist sechsstreifig ausgebaut, die A 37 vierstreifig. Die Verbindungsrampen sind zweispurig ausgeführt.
Das Autobahnkreuz wurde als Kleeblatt angelegt. Auf der A 7 bildet das Kreuz zusammen mit der AS Altwarmbüchen eine Doppelanschlussstelle.

## Verkehrsaufkommen
Das Kreuz wird täglich von rund 101.000 Fahrzeugen befahren.
| Von                    | Nach                        | Durchschnittliche tägliche Verkehrsstärke | Anteil Schwerlastverkehr |
| ---------------------- | --------------------------- | ----------------------------------------- | ------------------------ |
| AS Altwarmbüchen (A 7) | AK Hannover/Kirchhorst      | 54.800                                    | 21,9 %                   |
| AK Hannover/Kirchhorst | AK Hannover-Ost (A 7)       | 69.500                                    | 17,9 %                   |
| AS Burgdorf (A 37)     | AK Hannover/Kirchhorst      | 37.200                                    | 05,0 %                   |
| AK Hannover/Kirchhorst | AK Hannover-Buchholz (A 37) | 41.100                                    | 03,8 %                   |